# Абросимов, Дмитрий Сергеевич
Дми́трий Серге́евич Абро́симов (30 мая 1909, — 14 августа 1942) — советский военачальник,  командир подводной лодки «С-4». Капитан 2-го ранга.

## Биография
Родился Дмитрий Абросимов 30 мая 1909 года в деревне Сосновка Дятьковского района Брянской области. По национальности — русский. Закончил церковно — приходскую школу в д. Сосновка и семилетку в г. Дятьково, ФЗУ при Фокинском заводе и работал в механическом цехе. В 1929 году был призван в РККА для прохождение срочной службы. После окончании срочной службы в армии решил остаться в её рядах и окончил курсы ВЦИК, служил командиром взвода железнодорожных войск в пролетарской дивизии. В 1933 году оканчивает объединённую военную школу РККА им. ВЦИК а в 1935 году — специальные классы командного состава. После окончания собирался стать командиром красной армии как курсанта с хорошими отметками его отправили в ВМФ. В 1935 году окончил минные классы Специальных курсов командного состава ВМС РККА. В июле 1935 года назначен командиром БЧ-3 подводной лодки «П-3» с июля 1935 — по февраль 1938 а в том же 1938 году окончил Курсы командного состава Учебного отряда подводного плавания имени С. М. Кирова. В марте того же 1938 года назначен помощником командира подводной лодки «С-1» а в июле 1938 назначен командиром подводной лодки «С-4» а 27 ноября 1939 года лодка вошла в состав Краснознаменого Балтийского флота и была зачислена в состав 16-го дивизиона ПЛ КБФ. 30 ноября 1939 года Абросимову Дмитрию Сергеевичу было присвоено звание Капитан-лейтенант.
Во время Советско-Финской войны командовал лодкой в двух боевых походах. В Великой Отечественной войне совершил четыре боевых похода на своей лодке. По результатам двух походов(10.8.1941 —потоплен немецкий танкер «Кайя»), был представлен к званию Героя Советского Союза, но вместо этого был награждён орденом Ленина. 
В ночь с 14 на 15 августа 1942 года при переходе Морским каналом в Ленинград «С-4» подорвалась на неконтактной мине, взрывом убиты находившиеся на мостике Дмитрий Абросимов и капитан 3-го ранга И. В. Крылов, ещё три человека были ранены.
Похоронен в Кронштадте. Посмертно присвоено звание капитан 2-го ранга.
Совершил две торпедные атаки с выпуском четырёх торпед. Подтверждённых побед не имеет, отчасти из-за неисправностей выпущенных торпед.

## Личная жизнь
- Жена: Абросимова Валентина Павловна (30.01.1914 г-16.11.2003 г)
- Сын: Абросимов Валерий Дмитриевич (08.10.1936 г-21.06.2017 г)

## Воинские звания
- лейтенант
- Старший лейтенант
- капитан-лейтенант (30.11.1939)
- капитан 3 ранга
- капитан 2 ранга (15.08.1942)